# Acrospermum
Acrospermum — рід грибів родини Acrospermaceae. Назва вперше опублікована 1783 року.